# Parrano
Parrano – miejscowość i gmina we Włoszech, w regionie Umbria, w prowincji Terni.
W 2004 roku gminę zamieszkiwało 579 osób, 14,8 os./km².